# 발트의 길
발트의 길 또는 발트의 고리(또는 자유의 고리; 에스토니아어: Balti kett 발티 케트, 라트비아어: Baltijas ceļš 발티야스 첼슈, 리투아니아어: Baltijos kelias 발티요스 켈랴스, 러시아어: Балтийский путь 발티스키 푸티[*])는 1989년 8월 23일 발생한 평화적 정치 시위이다. 약 200만 명이 발트 3국인 에스토니아, 라트비아, 리투아니아를 가로지르는 675.5 킬로미터 (419.7 mi) 폭의 인간 사슬을 만들었다. 이 때 당시 발트 3국은 소련의 입법 공화국으로 여겨지고 있었다.
시위는 1980년대 서구 도시들에서 열린 "검은 리본의 날" 시위에서 유래되었다. 1989년 8월 23일은 독일-소련 불가침 조약이 체결된지 50주년이 되던 해였다. 이 조약과 이후 비밀 협정 들은 북유럽을 소련과 나치 독일의 영향권으로 나누어놓았고, 1940년 소련이 발트 3국을 점령하는 계기가 되었다. 발트의 길은 에스토니아 인민 전선, 라트비아 인민 전선, 리투아니아의 사유디스와 같은 발트 독립 지지 세력들이 주도했다. 시위는 각국의 독립에 대한 열망을 세계 각국에 보여주기 위해 계획되었다. 이 시위는 효과적인 대중 시위 중 하나로 묘사되었다. 이 사건은 발트 3국의 운동가들이 소련의 지배에 대한 문제를 대중화하고 발트의 독립 문제가 정치적 문제일뿐만 아니라 도덕적 문제임도 부각시키는 기회를 제공했다. 소련 당국은 과장된 미사여구로 이를 포장하려고 했지만, 발트 공화국들과 소련의 나머지 공화국들 사이의 간격을 좁히는 어떤 보수적인 행동도 취할 수 없었다. 시위 7개월 만에 리투아니아가 소련의 공화국 중 처음으로 독립을 선언했다.
공산주의의 붕괴 이후 8월 23일은 발트 3국과 유럽 연합을 비롯한 여러 국가에서 공식적인 기념일로 지정되어 검은 리본의 날, 또는 스탈린주의와 나치즘의 희생자에 대한 추모의 날로 지정해 이 날을 기념하고 있다.

## 같이 보기
- 노래 혁명